# Jesús Esperanza
Pour les articles homonymes, voir Esperanza.
Esperanza  Salcedo est un nom espagnol. Le premier nom de famille, en général paternel, est Esperanza ; le second, en général maternel, souvent omis, est Salcedo.
Jésus Esperanza Salcedo, né le 16 mars 1948 à Getafe, est un coureur cycliste professionnel espagnol des années 1970.  

## Palmarès
- 1968
  - Gran Premio San Lorenzo
  - Une étape du Tour du Bordelais
- 1970
  - 3e étape du Tour de Navarre
- 1972
  - 3e du Tour du Pays basque
- 1973
  - GP Pascuas
  - Prologue du Tour d'Aragon (contre-la-montre par équipes)

## Résultats sur les grands tours

### Tour de France
2 participations
- 1973 : 54e
- 1974 : abandon (11e étape)

### Tour d'Espagne
2 participations
- 1971 : abandon (4e étape)
- 1972 : 33e